# 山本浩樹
山本 浩樹（やまもと ひろき、昭和37年（1962年） - ）は、日本の日本史学者。龍谷大学文学部歴史学科日本史学専攻の教授。研究分野は日本近世史。

## 略歴
昭和37年（1962年）、岐阜県に生まれる。
昭和61年（1986年）3月、広島大学大学院文学研究科の博士課程前期を修了する。
平成2年（1990年）11月から平成25年（2013年）3月まで、岐阜工業高等専門学校に勤務し、平成25年（2013年）4月から現在まで龍谷大学に勤務し、現在は同大学の教授。
令和6年（2024年）11月13日、國下多美樹龍谷大学文学研究科長の任期満了による選挙会で、後任の文学研究科長に選出される。任期は令和7年（2025年）4月1日から令和9年（2027年）3月31日。

## 職歴
- 平成2年（1990年）11月 - 平成6年（1994年）6月、岐阜工業高等専門学校 講師[2]。
- 平成6年（1994年）7月 - 平成19年（2007年）3月、岐阜工業高等専門学校 助教授[2]。
- 平成19年（2007年）4月 - 平成25年（2013年）3月、岐阜工業高等専門学校 一般科目 教授[2]。
- 平成25年（2013年）4月 - 平成27年（2015年）3月、龍谷大学文学部歴史学科日本史学専攻 准教授[2]。
- 平成27年（2015年）4月 - 、龍谷大学文学部歴史学科日本史学専攻 教授[2]。

## 所属学会
- 中世史研究会[2]
- 芸備地方史研究会[2]
- 日本歴史学会[2]
- 広島史学研究会[2] - 平成14年（2002年）に県外評議員を務める[4]。
- 織豊期研究会[2]
- 龍谷史学会[2]
- 龍谷大学日本史学研究会[2]

## 著書

### 単著
- 『戦争の日本史12 西国の戦国合戦』吉川弘文館、2007年7月。ISBN 978-4-642-06322-7。

### 分担執筆等
- 愛知県史編さん委員会 編『愛知県史 資料編11 織豊1』愛知県、2003年3月。175-271頁の執筆を担当。
- 愛知県史編さん委員会 編『愛知県史 資料編12 織豊2』愛知県、2007年3月。127-239、289-293、298-343、383-415頁の執筆を担当。
- 愛知県史編さん委員会 編『愛知県史 資料編13 織豊3』愛知県、2011年3月。632-686、729-734、736-756、785-799頁の執筆を担当。
- 愛知県史編さん委員会 編『愛知県史 資料編14 中世・織豊』愛知県、2014年3月。547-561、565-602、604-623頁の執筆を担当。
- 愛知県史編さん委員会 編『愛知県史 通史編3 中世2・織豊』愛知県、2018年3月。第3章第3節コラム「人身売買」（547-561頁）、第4章第2節「顕密勢力の展開」（565-602頁）、第4章第3節「神祇信仰の展開」（「津島社と天王信仰」を除く）（604-623頁）の執筆を担当。
- 島根県立古代出雲歴史博物館 編『企画展図録 山陰の戦乱―月山富田城の時代―』島根県立古代出雲歴史博物館、2024年10月。「コラム3 山陰の戦国争乱と人びとの暮らし」（90-92頁）の執筆を担当。

## 論文
- 「南北朝期荘園における権力編成―東寺領播磨国矢野荘を素材に―」『史学研究』第187・188号、広島史学研究会、1990年5月、47-71頁、CRID 1520009408896465152。
- 「放火・稲薙・麦薙と戦国社会」『日本歴史』第521号、吉川弘文館、1991年10月、17-36頁、CRID 1520572358208158464。
- 「東大寺領美濃国大井荘における支配と在地動向」『岐阜工業高等専門学校紀要』第27号、岐阜工業高等専門学校、1992年3月、63-74頁、CRID 1570009752048565120。
- 「天正年間備中忍山合戦について」『岐阜工業高等専門学校紀要』第29号、岐阜工業高等専門学校、1994年3月、101-108頁、CRID 1573105976792377728。大西泰正編『論集戦国大名と国衆11 宇喜多氏』（岩田書院、2013年1月）にも収録。
- 「戦国大名領国「境目」地域における合戦と民衆」『年報中世史研究』第19号、中世史研究会、1994年5月、67-93頁。
- 「旗本坪内氏にみる近世武家の家と女性」『各務原市資料調査報告書』第18号、各務原市、1996年2月、1-16頁。
- 「戦国期戦争試論―地域社会の視座から―」『歴史評論』第572号、歴史科学協議会、1997年12月、28-39頁、CRID 1520290883510114688。池上裕子/稲葉継陽編『展望日本歴史12 戦国社会』（東京堂出版、2001年8月）にも収録。
- 「「所務之故実」と一揆」『東寺文書にみる中世社会』、東寺文書研究会編、東京堂出版、1999年5月。
- 「戦国大名毛利氏とその戦争」『織豊期研究』第2号、織豊期研究会、2000年11月、27-44頁、CRID 1521417755246146560。村井良介編『論集戦国大名と国衆17 安芸毛利氏』（岩田書院、2015年5月）にも収録。
- 「戦場をあるく―戦場調査ガイド 三河野田城をあるく―」『織豊期研究』第5号、織豊期研究会、2003年11月、65-71頁、CRID 1521417755198572160。
- 「小牧・長久手の戦いと在地社会の動向」『平成13～16年度科学研究費補助金基盤研究(A)(1)研究成果報告書「近世成立期の大規模戦争と幕藩体制―占領・国分・仕置の視点から―」(研究代表者・藤田達生)』2005年、91-103頁、CRID 1010282256856858368。藤田達生編『小牧・長久手の戦いの構造 戦場論 上』（岩田書院、2006年5月）にも収録。
- 「平成16年度(2004)-平成18年度(2006)基盤研究(C)(2)研究成果報告書「戦国期西国における大規模戦争と領国支配」」2007年3月。
- 「永禄・元亀年間における伊予能島村上氏の政治的動向」『岐阜工業高等専門学校紀要』第42号、岐阜工業高等専門学校、2007年3月、155-162頁、CRID 1520290883342046592。
- 「織豊期における濃尾国境地域」『織豊期研究』第10号、織豊期研究会、2008年10月、63-78頁、CRID 1521417754882044672。
- 「特集『織豊期研究』第10号刊行記念シンポジウム「織豊期の資料と権力」討論」『織豊期研究』第11号、織豊期研究会、2009年10月、89-102頁、CRID 1520010378613070592。三鬼清一郎、斎藤夏来と共著。
- 「織田・毛利戦争の地域的展開と政治動向」『日本中世の西国社会1 西国の権力と戦乱』、川岡勉・古賀信幸編、清文堂出版、2010年12月。
- 「戦国時代の木曽川筋」『木曽川学研究』第8号、木曽川学研究協議会、2011年3月、279-299頁。
- 「龍谷大学国史学研究会 2010年度総会記念講演 関ヶ原の戦いと中近世移行期の社会」『国史学研究』第35号、龍谷大学国史学研究会、2012年3月、1-29頁。
- 「織田・毛利戦争と但馬国」『但馬史研究』第36号、但馬史研究会、2012年3月、23-82頁。
- 「濃尾地域における近世社会成立過程の基礎的研究（一）」『岐阜工業高等専門学校紀要』第47号、岐阜工業高等専門学校、2012年3月、81-86頁、CRID 1520009408992559744。
- 「濃尾地域における近世社会成立過程の基礎的研究（二）」『岐阜工業高等専門学校紀要』第48号、岐阜工業高等専門学校、2013年3月、88-98頁、CRID 1520853834165627904。
- 「戦国期西日本における境域と戦争」『史学研究』第285号、広島史学研究会、2014年9月、1-24頁、CRID 1520853833108313728。
- 「関ケ原合戦と尾張・美濃」『関ケ原合戦の深層』、谷口央編、高志書院、2014年11月。
- 「織田期の政治過程と戦争」『織豊期研究の現在（いま）』、織豊期研究会編、岩田書院、2017年5月。
- 「明智光秀の丹波支配」『京都を学ぶ【丹波編】―文化資源を発掘する―』、京都学研究会編、ナカニシヤ出版、2018年3月。
- 「戦国期但馬国をめぐる諸勢力の動向」『シリーズ中世西国武士の研究5 山陰山名氏』、市川裕士編、戎光祥出版、2018年6月。
- 「石田三成と毛利輝元―関ヶ原合戦前史―」『石田三成―関ケ原西軍人脈が形成した政治構造―』、太田浩司編、宮帯出版社、2022年3月。
- 「石山合戦の終結をめぐる一考察」『龍谷史壇』第156号、龍谷史学会、2023年3月、1-26頁。
- 「毛利・織田戦争と山陰」『島根県古代文化センター研究論集 第35集 中世山陰の戦争と地域社会』、島根県古代文化センター、2025年3月。

## 研究プロジェクト
- 室町末・戦国期における地域社会の変動と民衆動向（岐阜工業高等専門学校、科学研究費助成事業、1996年）、CRID 1520290882642282368。研究代表者。
- 近世成立期の大規模戦争と幕藩体制―占領・国分・仕置の視点から―（三重大学、科学研究費助成事業、2001年-2004年）、CRID 1040282256734180224。研究代表者は藤田達生。共同研究者に山本浩樹、杉本史子、播磨良紀、福田千鶴、三鬼清一郎。
- 戦国期西国における大規模戦争と領国支配（岐阜工業高等専門学校、科学研究費助成事業、2004年-2007年）、CRID 1040282256856858368。研究代表者。

## 書評
- 「『広島県史 中世』書評」『芸備地方史研究』第155・156号、芸備地方史研究会、1986年6月、18-27頁。粟谷好子、橋本浩、原田誠司、本多博之と共に執筆。
- 「書評と紹介 平井上総著『長宗我部氏の検地と権力構造』」『日本歴史』第741号、吉川弘文館、2010年2月、114-116頁、CRID 1520290882642282368。

## 講座・講演会
- シンポジウム「まにわの山城と戦国時代」講演「織田・毛利戦争と美作国」（2012年11月17日）
- 龍谷大学講演「織田・毛利の戦争とその時代　戦国史の虚像と実像」（2014年11月22日）
- 京都を学ぶセミナー【丹波編】第2回「明智光秀の丹波支配」（2018年6月5日）
- 龍谷大学御命日法要講座「明智光秀と戦国の仏教」（2020年12月16日）
- 新鳥取県史を学ぶ講座「西国の戦国時代と因幡・伯耆の人々」第3回「中国地域の戦国争乱と『境目』の地域の民衆」（2021年11月3日）
- 第13回松平シンポジウム「秀吉家康入魂―徳川家康と豊臣政権―」基調報告「三河真宗の復活と徳川家康」（2023年10月15日）
- 岐阜関ケ原古戦場記念館講演会「関ケ原合戦と美濃・尾張」（2024年8月4日）
- 島根県立古代出雲歴史博物館企画展「山陰の戦乱―月山富田城の時代―」関連講座2「毛利・織田戦争と山陰」（2024年11月2日）
- 佐用町合併20周年記念イベント「そうだ 山城に行こう！！ 山城楽宣」特別講演（2025年5月25日）